# 沙特莱 (曼恩-卢瓦尔省)
沙特莱（法語：Châtelais，發音：[ʃatlɛ] ⓘ）是法国曼恩-卢瓦尔省的一个旧市镇，属于瑟格雷区。2016年12月15日，沙特莱与邻近的14个市镇合并为新市镇蓝色安茹地区瑟格雷，成为了蓝色安茹地区瑟格雷的委派市镇。

## 地理
沙特莱（47°45'27"N, 0°55'38"W）面积23.68 平方千米，位于法国卢瓦尔河地区大区曼恩-卢瓦尔省，该省份为法国西部内陆省份，大致对应安茹地区，北起顺时针与马耶讷省、萨尔特省、安德尔-卢瓦尔省、维埃纳省、德塞夫勒省、旺代省、大西洋卢瓦尔省和伊勒-维莱讷省接壤。
与沙特莱接壤的市镇（或旧市镇、城区）包括：布耶梅纳尔、洛泰勒里德弗莱、努瓦扬-拉格拉瓦耶尔、尼瓦索、拉布瓦西耶尔、布尚莱克朗、谢朗塞、圣康坦莱桑日。
沙特莱的时区为UTC+01:00、UTC+02:00（夏令时）。

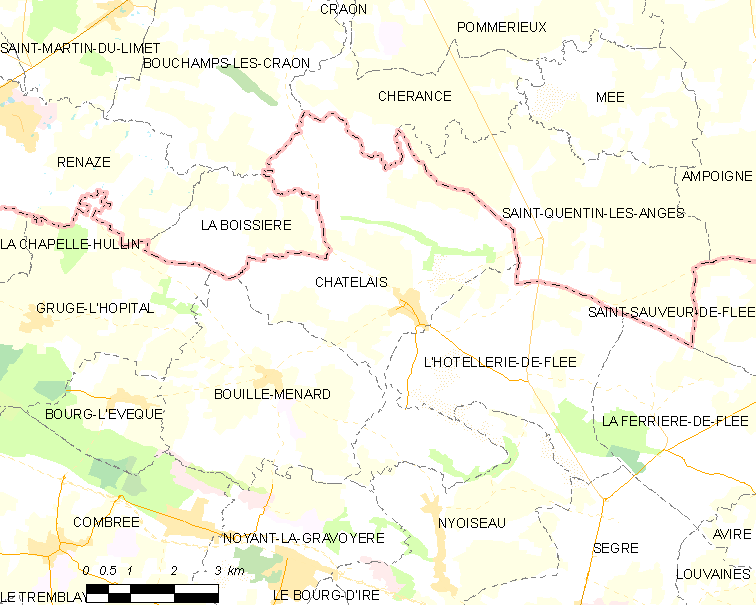
沙特莱的OSM定位图

## 行政
沙特莱的邮政编码为49520，INSEE市镇编码为49081。

## 政治
沙特莱所属的省级选区为蓝色安茹地区瑟格雷县。

## 人口

1962-2008年间沙特莱人口变化图示

沙特莱于2018年1月1日时的人口数量为691人。